# Aeroporto Internazionale di Tocumen
L'Aeroporto Internazionale di Tocumen (IATA: PTY, ICAO: MPTO) è un aeroporto situato a 24 km dal centro della città di Panama, a Panama.
L'aeroporto è hub per la compagnia aerea Copa Airlines.

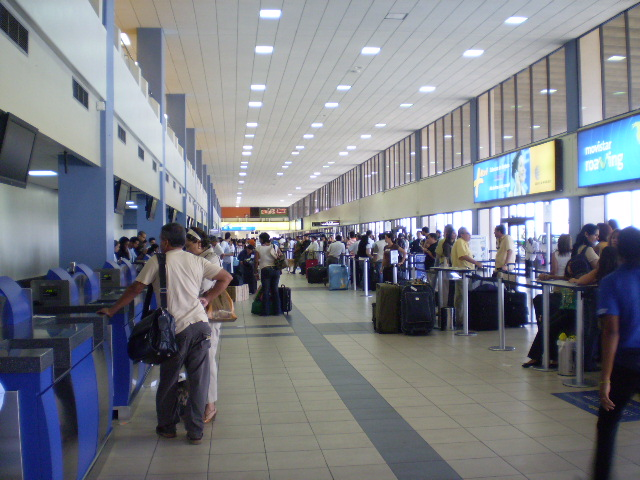

## Compagnie aeree e destinazioni
- Turkish Airlines: Istanbul

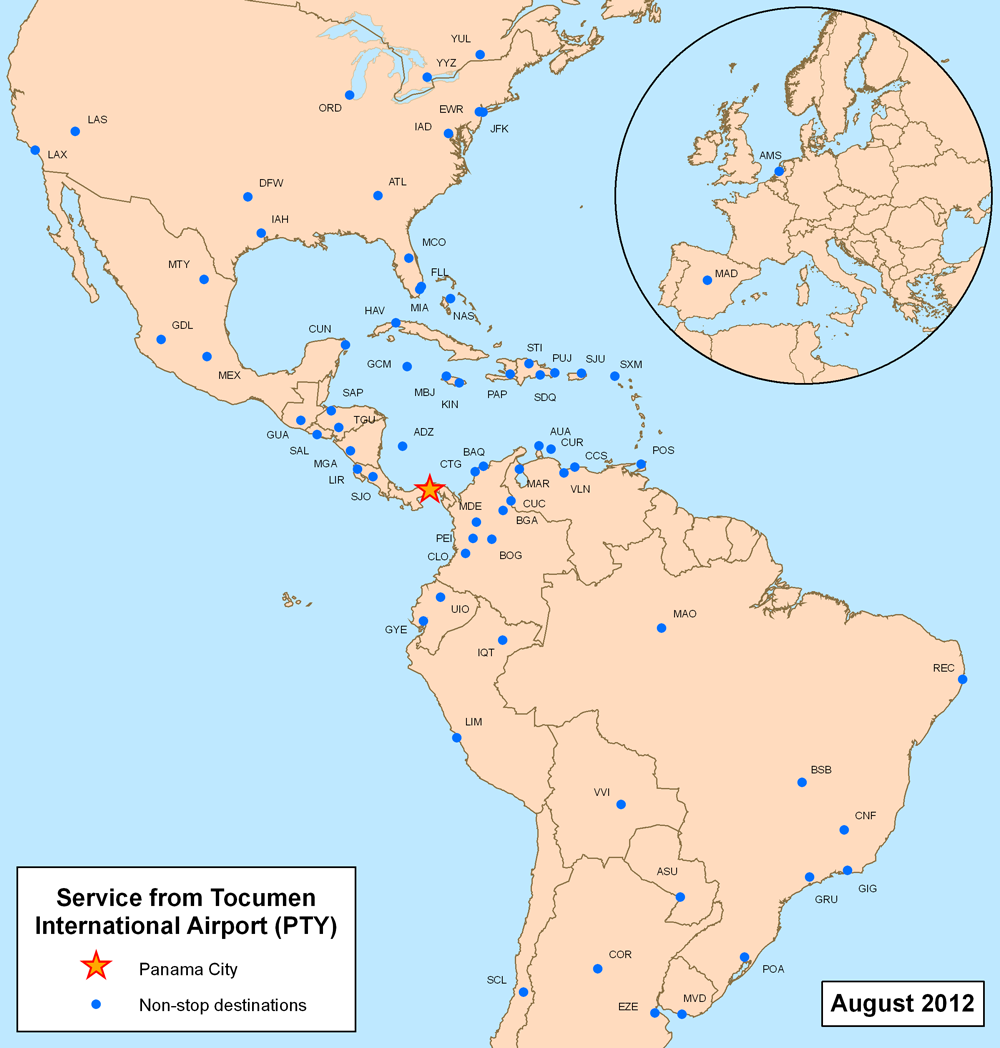
Destinazioni dirette dall'aeroporto

- Aires: Barranquilla, Cartagena de Indias, Pereira
- Air France: Parigi - Charles de Gaulle
- Air Transat: Montréal-Trudeau, Toronto-Pearson [stagionale]
- American Airlines: Dallas/Fort Worth, Miami
- Avianca: Bogotá
- Continental Airlines: Houston, Newark
- Copa Airlines: Aruba, Barranquilla, Belo Horizonte, Bogotá, Buenos Aires-Ezeiza, Cali, Córdoba, Cancún, Caracas, Cartagena de Indias, Guatemala City, Guadalajara, Guayaquil, Havana, Kingston, Lima, Los Angeles, Managua, Manaus, Maracaibo, Medellín, Città del Messico, Miami, Montevideo, New York-JFK, Orlando, Port-au-Prince, Port of Spain, Punta Cana, Quito, Rio de Janeiro-Galeão, San Andrés Island, San José de Costa Rica, San Juan, San Pedro Sula, San Salvador, Santa Cruz de la Sierra, Santiago de Chile, Santiago de los Caballeros, Santo Domingo de Guzmán, São Paulo-Guarulhos, Tegucigalpa, Valencia (Venezuela), Washington-Dulles
- Copa operato da AeroRepública: Barranquilla, Bogotá, Bucaramanga, Cali, Cartagena de Indias, Medellín, Pereira
- Delta Air Lines: Atlanta, New York JFK
- Emirates:  Dubai
- Hawaiian Airlines: Honolulu
- Iberia: Madrid
- KLM: Amsterdam
- Lufthansa: Francoforte sul Meno
- Mexicana: Città del Messico
- Santa Bárbara Airlines: Caracas
- Spirit Airlines: Fort Lauderdale
- Sunwing Airlines: Montréal-Trudeau, Toronto-Pearson [stagionale]
- TACA: San Salvador
- TACA/Lacsa: San José de Costa Rica
- Venezolana: Caracas, Maracaibo